# Journalistinstitut i Sverige

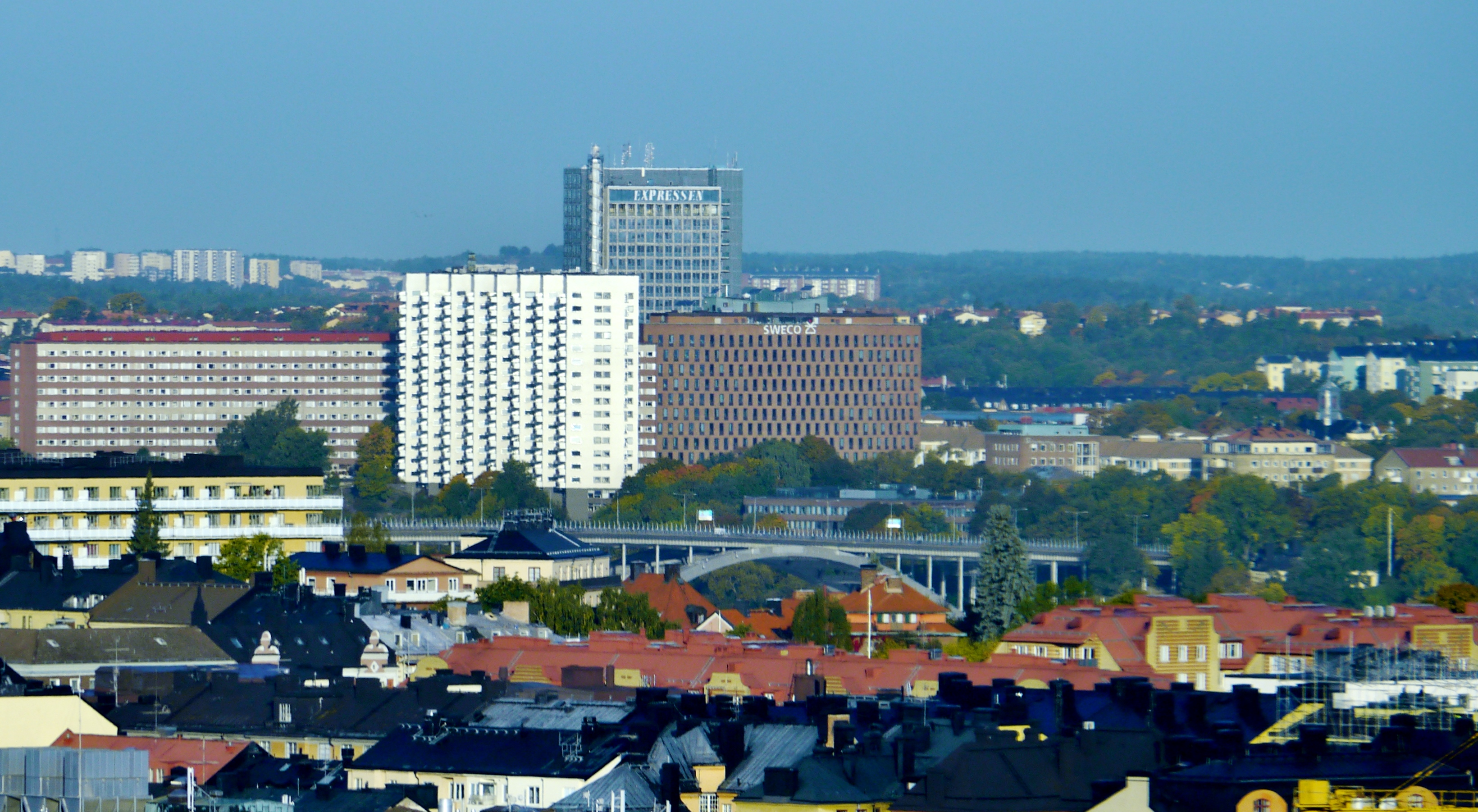
Då tidningshusen i Klarakvarteren skulle rivas i början av 1960-talet flyttade Svenska Dagbladet till stadsdelen Marieberg, och journalistinstitutet i Stockholm tillsammans med dem

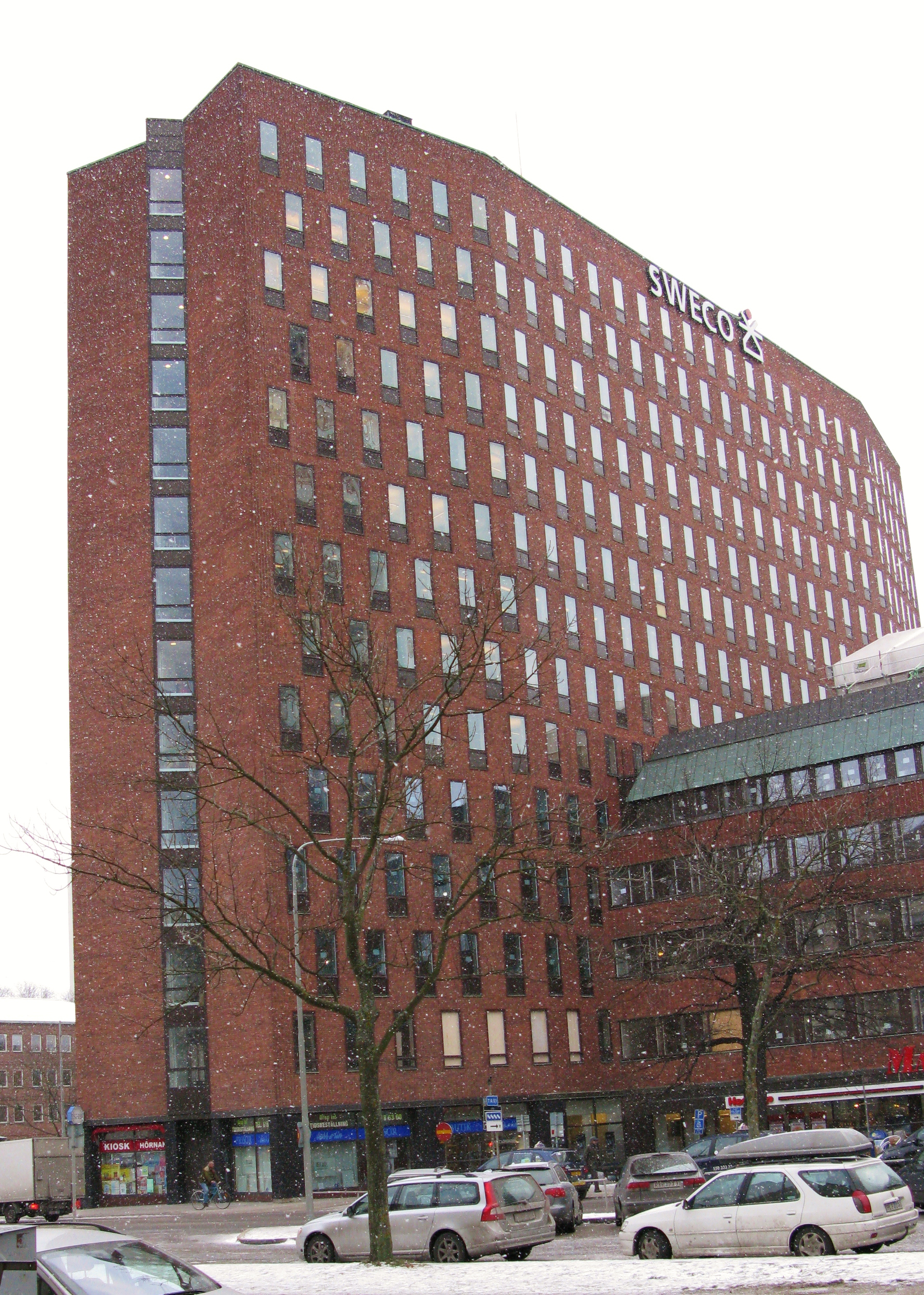
Journalistinstitutet i Stockholm låg det sista året i dåvarande Svenska Dagbladets hus.

Det har funnits två journalistinstitut i Sverige, ett i Stockholm och ett i Göteborg. Redan 1907 var de här faciliteterna föreslagna för journalistik grundutbildning. Det som under första halvan av 1900-talet lade hinder i vägen var uppfattningar som att man föds till journalist, att krav på examen inte ska vara till hinder för det fria ordet och att det skulle vara fritt tillträde till yrket. Det fanns ett ganska starkt ifrågasättande inför en speciell utbildning för yrket. Autodidakten hade högt anseende. Att ha varit i kontakt med verkligheten ansågs vara bättre än att ha blivit ledsagad av den akademiska kartan. Efter 50 år och tre utredningar startades journalistinstitutet i Stockholm, 1959, av Svenska journalistförbundet, Tidningsutgivarna och Publicistklubben. De var anordnare och finansiärer under tre år. Staten tog sedan över institutet 1962 och startade samtidigt ett motsvarande i Göteborg. Fram till 1967 var utbildningarna ettåriga och mest praktiskt inriktade. Utbildningen som fanns med från början var studentlinjen på två terminer, ibland benämnd som journalistlinjen. 1963 tillkom konsumentlinjen och akademikerlinjen. Med en jämn könsfördelning var det ungefär 50, 20 respektive 2 studenter som examinerades från dessa linjer varje år. Journalister var fortfarande vid den här tiden på grund av tidigare nämnda uppfattning, generellt motståndare till akademiker, och det avspeglar sig också i den sistnämnda siffran.
Från 1962 till 1967 höll institutet i Stockholm till i det nybyggda SvD-huset på Kungsholmen. Båda instituten blev 1967 journalisthögskolor.